# 한시립
한시립은 조선 중기의 무신이다. 무부장(武部長)을 지내던 중 병자호란이 일어나자 인조를 남한산성까지 호위하였다.

## 생애
본관은 청주(淸州), 자는 인수(仁壽)이다. 1617년에 태어났다.
서릉부원군 한치례(韓致禮)의 7세손이자 사후에 참판으로 추증된 한호선(韓好善)의 아들이다.
무과에 급제하여 무부장으로 재임하던 중인 1636년(인조 13)에 병자호란이 일어나자 남한산성으로 피난하는 인조를 호위하였으며 사후에 그 공로를 인정받아 병조판서에 추증되었다.

## 가족관계
- 8대조 : 한확(韓確) - 좌의정 서원부원군
  - 7대조 : 한치례(韓致禮) - 영돈녕부사, 서릉부원군, 좌리공신(佐理功臣) 4등, 장간(莊簡)
    - 6대조 : 한익(韓翊) - 보조공신, 군기시판관, 증 병조참판, 서성군
      - 5대조 : 한숙창(韓叔昌) - 분의정국공신(奮義靖國功臣) 4등, 장례원 판결사, 증 공조판서, 서평군
        - 고조부 : 한혜(韓蕙), 신천군수
          - 증조부 : 한경지(韓景祉) - 군기판관, 증 병조참판
            - 조부 : 한규(韓珪) - 첨지, 경기도 이천시 장호원읍 와현1리 입향조
              - 아버지 : 한호선(韓好善) - 증 형조참판
              - 어머니 : 진천임씨 첨지 충남(忠南)의 딸
                - 아들 : 한홍의(韓弘義) - 증 이조판서
                - 아들 : 한홍지(韓弘智) - 참봉

## 묘소
- 소재지 : 경기도 이천시 장호원읍 와현리 산136-5

원래는 장호원읍 와현1리 청주한씨 집성촌 마을 우측 산기슭에 자리 잡고 있었으나 최근 이장하여 새롭게 봉분을 조성하였다.
부인 함종 어씨(咸從魚氏)와 합장묘로 조성되어 있으며, 봉분은 원형이며 봉분 앞 중앙에 상석이 놓여 있다.
봉분 좌우로 망주석이 1기씩 서 있으며 봉분 주변에 혼유석과 장명등이 있다. 묘비를 세우지 않고 상석에 묘문을 새겼다.
5대조의 불천위 사당에서 매년 제사를 지내고 있다.